# Guillermo Antonio Cornejo Monzón
Guillermo Antonio Cornejo Monzón (ur. 1 listopada 1964 w Piurze) – peruwiański duchowny katolicki, biskup pomocniczy Limy od 2021.

## Życiorys

### Prezbiterat
Święcenia kapłańskie otrzymał 8 grudnia 1994 i początkowo został inkardynowany do archidiecezji Lima, a od 1996 był kapłanem nowo powstałej diecezji Lurín. Pracował głównie jako duszpasterz parafialny, odpowiadał też za m.in. duszpasterstwa powołań i młodzieży, za kwestie związane z nową ewangelizacją oraz za apostolstwo więźniów.

### Episkopat
10 lutego 2021 papież Franciszek mianował go biskupem pomocniczym Limy ze stolicą tytularną Decoriana. Sakry udzielił mu 28 maja 2021 arcybiskup Carlos Castillo Mattasoglio.